# دستگاه اعداد پایه ۱۲
| ۱  | ۲  | ۳  | ۴  | ۵  | ۶  | ۷  | ۸  | ۹  | A  | B  | ۱۰  |
| -- | -- | -- | -- | -- | -- | -- | -- | -- | -- | -- | --- |
| ۲  | ۴  | ۶  | ۸  | A  | ۱۰ | ۱۲ | ۱۴ | ۱۶ | ۱۸ | ۱A | ۲۰  |
| ۳  | ۶  | ۹  | ۱۰ | ۱۳ | ۱۶ | ۱۹ | ۲۰ | ۲۳ | ۲۶ | ۲۹ | ۳۰  |
| ۴  | ۸  | ۱۰ | ۱۴ | ۱۸ | ۲۰ | ۲۴ | ۲۸ | ۳۰ | ۳۴ | ۳۸ | ۴۰  |
| ۵  | A  | ۱۳ | ۱۸ | ۲۱ | ۲۶ | ۲B | ۳۴ | ۳۹ | ۴۲ | ۴۷ | ۵۰  |
| ۶  | ۱۰ | ۱۶ | ۲۰ | ۲۶ | ۳۰ | ۳۶ | ۴۰ | ۴۶ | ۵۰ | ۵۶ | ۶۰  |
| ۷  | ۱۲ | ۱۹ | ۲۴ | ۲B | ۳۶ | ۴۱ | ۴۸ | ۵۳ | ۵A | ۶۵ | ۷۰  |
| ۸  | ۱۴ | ۲۰ | ۲۸ | ۳۴ | ۴۰ | ۴۸ | ۵۴ | ۶۰ | ۶۸ | ۷۴ | ۸۰  |
| ۹  | ۱۶ | ۲۳ | ۳۰ | ۳۹ | ۴۶ | ۵۳ | ۶۰ | ۶۹ | ۷۶ | ۸۳ | ۹۰  |
| A  | ۱۸ | ۲۶ | ۳۴ | ۴۲ | ۵۰ | ۵A | ۶۸ | ۷۶ | ۸۴ | ۹۲ | A۰  |
| B  | ۱A | ۲۹ | ۳۸ | ۴۷ | ۵۶ | ۶۵ | ۷۴ | ۸۳ | ۹۲ | A۱ | B۰  |
| ۱۰ | ۲۰ | ۳۰ | ۴۰ | ۵۰ | ۶۰ | ۷۰ | ۸۰ | ۹۰ | A۰ | B۰ | ۱۰۰ |

دستگاه اعداد پایه ۱۲ دستگاهی در شمارش است که مبنای آن عدد ۱۲ است. در این سیستم ۱۰ به شکل A یا T یا X نگاشته می‌شود و عدد ۱۱ به صورت B یا E (البته نشانه‌گذاری دیگری نیز وجود دارد که توسط ایزاک پیتمن ابداع شد و بدین صورت است که ۲ چرخش یافته برای ده و ۳ معکوس برای یازده استفاده شود) عدد «۱۰» در این سیستم از لحاظ ارزش برابر ۱۲ در سیستم دهدهی است.

## تبدیل دستگاه ۱۲ به اعشاری و بالعکس
برای تبدیل اعداد دستگاه ۱۲ به اعشاری باید از کوچکترین رقم (رقم سمت راست) شروع کرد و رقم اول را به علاوه رقم دوم ضربدر ۱۲ به علاوه رقم سوم ضربدر ۱۲ به توان ۲ کرد و این کار را تا جایی ادامه داد که رقمی باقی نماند. برای تبدیل اعداد اعشاری به دستگاه دوازده‌تایی باید آنها را تقسیم متوالی بر ۱۲ کرد.

### تبدیل دستگاه ۱۲ به اعشاری
| دستگاه ۱۲ | اعشاری    | دستگاه ۱۲ | اعشاری  | دستگاه ۱۲ | اعشاری | دستگاه ۱۲ | اعشاری | دستگاه ۱۲ | اعشاری | دستگاه ۱۲ | اعشاری | دستگاه ۱۲ | اعشاری | دستگاه ۱۲ | اعشاری  |
| ۱۰۰٬۰۰۰   | ۲۴۸٬۸۳۲   | ۱۰٬۰۰۰    | ۲۰٬۷۳۶  | ۱٬۰۰۰     | ۱٬۷۲۸  | ۱۰۰       | ۱۴۴    | ۱۰        | ۱۲     | ۱         | ۱      | ۰٫۱       | ۰٫۰۸۳  | ۰٫۰۱      | ۰٫۰۰۶۹۴ |
| ۲۰۰٬۰۰۰   | ۴۹۷٬۶۶۴   | ۲۰٬۰۰۰    | ۴۱٬۴۷۲  | ۲٬۰۰۰     | ۳٬۴۵۶  | ۲۰۰       | ۲۸۸    | ۲۰        | ۲۴     | ۲         | ۲      | ۰٫۲       | ۰٫۱۶   | ۰٫۰۲      | ۰٫۰۱۳۸  |
| ۳۰۰٬۰۰۰   | ۷۴۶٬۴۹۶   | ۳۰٬۰۰۰    | ۶۲٬۲۰۸  | ۳٬۰۰۰     | ۵٬۱۸۴  | ۳۰۰       | ۴۳۲    | ۳۰        | ۳۶     | ۳         | ۳      | ۰٫۳       | ۰٫۲۵   | ۰٫۰۳      | ۰٫۰۲۰۸۳ |
| ۴۰۰٬۰۰۰   | ۹۹۵٬۳۲۸   | ۴۰٬۰۰۰    | ۸۲٬۹۴۴  | ۴٬۰۰۰     | ۶٬۹۱۲  | ۴۰۰       | ۵۷۶    | ۴۰        | ۴۸     | ۴         | ۴      | ۰٫۴       | ۰.۳    | ۰٫۰۴      | ۰٫۰۲۷   |
| ۵۰۰٬۰۰۰   | ۱٬۲۴۴٬۱۶۰ | ۵۰٬۰۰۰    | ۱۰۳٬۶۸۰ | ۵٬۰۰۰     | ۸٬۶۴۰  | ۵۰۰       | ۷۲۰    | ۵۰        | ۶۰     | ۵         | ۵      | ۰٫۵       | ۰٫۴۱۶  | ۰٫۰۵      | ۰٫۰۳۴۷۲ |
| ۶۰۰٬۰۰۰   | ۱٬۴۹۲٬۹۹۲ | ۶۰٬۰۰۰    | ۱۲۴٬۴۱۶ | ۶٬۰۰۰     | ۱۰٬۳۶۸ | ۶۰۰       | ۸۶۴    | ۶۰        | ۷۲     | ۶         | ۶      | ۰٫۶       | ۰٫۵    | ۰٫۰۶      | ۰٫۰۴۱۶  |
| ۷۰۰٬۰۰۰   | ۱٬۷۴۱٬۸۲۴ | ۷۰٬۰۰۰    | ۱۴۵٬۱۵۲ | ۷٬۰۰۰     | ۱۲٬۰۹۶ | ۷۰۰       | ۱۰۰۸   | ۷۰        | ۸۴     | ۷         | ۷      | ۰٫۷       | ۰٫۵۸۳  | ۰٫۰۷      | ۰٫۰۴۸۶۱ |
| ۸۰۰٬۰۰۰   | ۱٬۹۹۰٬۶۵۶ | ۸۰٬۰۰۰    | ۱۶۵٬۸۸۸ | ۸٬۰۰۰     | ۱۳٬۸۲۴ | ۸۰۰       | ۱۱۵۲   | ۸۰        | ۹۶     | ۸         | ۸      | ۰٫۸       | ۰.۶    | ۰٫۰۸      | ۰٫۰۵    |
| ۹۰۰٬۰۰۰   | ۲٬۲۳۹٬۴۸۸ | ۹۰٬۰۰۰    | ۱۸۶٬۶۲۴ | ۹٬۰۰۰     | ۱۵٬۵۵۲ | ۹۰۰       | ۱٬۲۹۶  | ۹۰        | ۱۰۸    | ۹         | ۹      | ۰٫۹       | ۰٫۷۵   | ۰٫۰۹      | ۰٫۰۶۲۵  |
| A۰۰٬۰۰۰   | ۲٬۴۸۸٬۳۲۰ | A۰٬۰۰۰    | ۲۰۷٬۳۶۰ | A،۰۰۰     | ۱۷٬۲۸۰ | A۰۰       | ۱٬۴۴۰  | A۰        | ۱۲۰    | A         | ۱۰     | ۰.A       | ۰٫۸۳   | ۰٫۰A      | ۰٫۰۶۹۴  |
| B۰۰٬۰۰۰   | ۲٬۷۳۷٬۱۵۲ | B۰٬۰۰۰    | ۲۲۸٬۰۹۶ | B،۰۰۰     | ۱۹٬۰۰۸ | B۰۰       | ۱٬۵۸۴  | B۰        | ۱۳۲    | B         | ۱۱     | ۰.B       | ۰٫۹۱۶  | ۰٫۰B      | ۰٫۰۷۶۳۸ |

### تبدیل اعشاری به دستگاه ۱۲
| اعشاری  | دستگاه ۱۲ | اعشاری | دستگاه ۱۲ | اعشاری | دستگاه ۱۲ | اعشاری | دستگاه ۱۲ | اعشاری | دستگاه ۱۲ | اعشاری | دستگاه ۱۲ | اعشاری | دستگاه ۱۲ | اعشاری | دستگاه ۱۲               |
| ۱۰۰٬۰۰۰ | ۴۹،A۵۴    | ۱۰٬۰۰۰ | ۵٬۹۵۴     | ۱٬۰۰۰  | ۶B۴       | ۱۰۰    | ۸۴        | ۱۰     | A         | ۱      | ۱         | ۰٫۱    | ۰٫۱۲۴۹۷   | ۰٫۰۱   | ۰٫۰۱۵۳۴۳A۰B۶۲A۶۸۷۸۱B۰۵۹ |
| ۲۰۰٬۰۰۰ | ۹۷٬۸A۸    | ۲۰٬۰۰۰ | B,6A۸     | ۲٬۰۰۰  | ۱٬۱A۸     | ۲۰۰    | ۱۴۸       | ۲۰     | ۱۸        | ۲      | ۲         | ۰٫۲    | ۰.۲۴۹۷    | ۰٫۰۲   | ۰٫۰۲A۶۸۷۸۱B۰۵۹۱۵۳۴۳A۰B۶ |
| ۳۰۰٬۰۰۰ | ۱۲۵٬۷۴۰   | ۳۰٬۰۰۰ | ۱۵٬۴۴۰    | ۳٬۰۰۰  | ۱٬۸A۰     | ۳۰۰    | ۲۱۰       | ۳۰     | ۲۶        | ۳      | ۳         | ۰٫۳    | ۰٫۳۷۲۴۹   | ۰٫۰۳   | ۰٫۰۴۳A۰B۶۲A۶۸۷۸۱B۰۵۹۱۵۳ |
| ۴۰۰٬۰۰۰ | ۱۷۳٬۵۹۴   | ۴۰٬۰۰۰ | ۱B،۱۹۴    | ۴٬۰۰۰  | ۲٬۳۹۴     | ۴۰۰    | ۲۹۴       | ۴۰     | ۳۴        | ۴      | ۴         | ۰٫۴    | ۰.۴۹۷۲    | ۰٫۰۴   | ۰٫۰۵۹۱۵۳۴۳A۰B۶۲A۶۸۷۸۱B۰ |
| ۵۰۰٬۰۰۰ | ۲۰۱٬۴۲۸   | ۵۰٬۰۰۰ | ۲۴،B۲۸    | ۵٬۰۰۰  | ۲،A۸۸     | ۵۰۰    | ۳۵۸       | ۵۰     | ۴۲        | ۵      | ۵         | ۰٫۵    | ۰٫۶       | ۰٫۰۵   | ۰٫۰۷۲۴۹                 |
| ۶۰۰٬۰۰۰ | ۲۴B،۲۸۰   | ۶۰٬۰۰۰ | ۲A،۸۸۰    | ۶٬۰۰۰  | ۳٬۵۸۰     | ۶۰۰    | ۴۲۰       | ۶۰     | ۵۰        | ۶      | ۶         | ۰٫۶    | ۰.۷۲۴۹    | ۰٫۰۶   | ۰٫۰۸۷۸۱B۰۵۹۱۵۳۴۳A۰B۶۲A۶ |
| ۷۰۰٬۰۰۰ | ۲۹۹٬۱۱۴   | ۷۰٬۰۰۰ | ۳۴٬۶۱۴    | ۷٬۰۰۰  | ۴٬۰۷۴     | ۷۰۰    | ۴A۴       | ۷۰     | ۵A        | ۷      | ۷         | ۰٫۷    | ۰٫۸۴۹۷۲   | ۰٫۰۷   | ۰٫۰A۰B۶۲A۶۸۷۸۱B۰۵۹۱۵۳۴۳ |
| ۸۰۰٬۰۰۰ | ۳۲۶،B۶۸   | ۸۰٬۰۰۰ | ۳A،۳۶۸    | ۸٬۰۰۰  | ۴٬۷۶۸     | ۸۰۰    | ۵۶۸       | ۸۰     | ۶۸        | ۸      | ۸         | ۰٫۸    | ۰.۹۷۲۴    | ۰٫۰۸   | ۰.۰B۶۲A۶۸۷۸۱B۰۵۹۱۵۳۴۳A  |
| ۹۰۰٬۰۰۰ | ۳۷۴،A۰۰   | ۹۰٬۰۰۰ | ۴۴٬۱۰۰    | ۹٬۰۰۰  | ۵٬۲۶۰     | ۹۰۰    | ۶۳۰       | ۹۰     | ۷۶        | ۹      | ۹         | ۰٫۹    | ۰.A۹۷۲۴   | ۰٫۰۹   | ۰٫۱۰B۶۲A۶۸۷۸۱B۰۵۹۱۵۳۴۳A |

### تبدیل توان‌ها
| توان | توان‌های ۲ | توان‌های ۲ | توان‌های ۳ | توان‌های ۳ | توان‌های ۴ | توان‌های ۴ | توان‌های ۵ | توان‌های ۵               | توان‌های ۶ | توان‌های ۶ | توان‌های ۷                                      | توان‌های ۷                                      |
| توان | اعشاری    | دستگاه ۱۲ | اعشاری    | دستگاه ۱۲ | اعشاری    | دستگاه ۱۲ | اعشاری    | دستگاه ۱۲               | اعشاری    | دستگاه ۱۲ | اعشاری                                         | دستگاه ۱۲                                      |
| ^۶   | ۶۴        | ۵۴        | ۷۲۹       | ۵۰۹       | ۴٬۰۹۶     | ۲۴۵۴      | ۱۵٬۶۲۵    | ۹٬۰۶۱                   | ۴۶٬۶۵۶    | ۲۳٬۰۰۰    | ۱۱۷٬۶۴۹                                        | ۵۸٬۱۰۱                                         |
| ^۵   | ۳۲        | ۲۸        | ۲۴۳       | ۱۸۳       | ۱٬۰۲۴     | ۷۱۴       | ۳٬۱۲۵     | ۱٬۹۸۵                   | ۷٬۷۷۶     | ۴٬۶۰۰     | ۱۶٬۸۰۷                                         | ۹٬۸۸۷                                          |
| ^۴   | ۱۶        | ۱۴        | ۸۱        | ۶۹        | ۲۵۶       | ۱۹۴       | ۶۲۵       | ۴۴۱                     | ۱٬۲۹۶     | ۹۰۰       | ۲٬۴۰۱                                          | ۱٬۴۸۱                                          |
| ^۳   | ۸         | ۸         | ۲۷        | ۲۳        | ۶۴        | ۵۴        | ۱۲۵       | A۵                      | ۲۱۶       | ۱۶۰       | ۳۴۳                                            | ۲۴۷                                            |
| ^۲   | ۴         | ۴         | ۹         | ۹         | ۱۶        | ۱۴        | ۲۵        | ۲۱                      | ۳۶        | ۳۰        | ۴۹                                             | ۴۱                                             |
| ^۱   | ۲         | ۲         | ۳         | ۳         | ۴         | ۴         | ۵         | ۵                       | ۶         | ۶         | ۷                                              | ۷                                              |
| ^−۱  | ۰٫۵       | ۰٫۶       | ۰.۳       | ۰٫۴       | ۰٫۲۵      | ۰٫۳       | ۰٫۲       | ۰.۲۴۹۷                  | ۰٫۱۶      | ۰٫۲       | ۰.۱۴۲۸۵۷                                       | ۰.۱۸۶A۳۵                                       |
| ^−۲  | ۰٫۲۵      | ۰٫۳       | ۰.۱       | ۰٫۱۴      | ۰٫۰۶۲۵    | ۰٫۰۹      | ۰٫۰۴      | ۰.۰۵۹۱۵۳۴۳A۰ B۶۲A۶۸۷۸۱B | ۰٫۰۲۷     | ۰٫۰۴      | ۰.۰۲۰۴۰۸۱۶۳۲۶۵۳ ۰۶۱۲۲۴۴۸۹۷۹۵۹۱ ۸۳۶۷۳۴۶۹۳۸۷۷۵۵۱ | ۰.۰۲B۳۲۲۵۴۷A۰۵A ۶۴۴A۹۳۸۰B۹۰۸۹۹۶ ۷۴۱B۶۱۵۷۷۱۲۸۳B |

| توان | توان‌های ۸ | توان‌های ۸ | توان‌های ۹   | توان‌های ۹ | توان‌های ۱۰ | توان‌های ۱۰               | توان‌های ۱۱                | توان‌های ۱۱    | توان‌های ۱۲ | توان‌های ۱۲ |
| توان | اعشاری    | دستگاه ۱۲ | اعشاری      | دستگاه ۱۲ | اعشاری     | دستگاه ۱۲                | اعشاری                    | دستگاه ۱۲     | اعشاری     | دستگاه ۱۲  |
| ^۶   | ۲۶۲٬۱۴۴   | ۱۰۷٬۸۵۴   | ۵۳۱٬۴۴۱     | ۲۱۷٬۶۶۹   | ۱٬۰۰۰٬۰۰۰  | ۴۰۲٬۸۵۴                  | ۱٬۷۷۱٬۵۶۱                 | ۷۱۵٬۲۶۱       | ۲٬۹۸۵٬۹۸۴  | ۱٬۰۰۰٬۰۰۰  |
| ^۵   | ۳۲٬۷۶۸    | ۱۶،B۶۸    | ۵۹٬۰۴۹      | ۲A،۲۰۹    | ۱۰۰٬۰۰۰    | ۴۹،A۵۴                   | ۱۶۱٬۰۵۱                   | ۷۹٬۲۴B        | ۲۴۸٬۸۳۲    | ۱۰۰٬۰۰۰    |
| ^۴   | ۴٬۰۹۶     | ۲٬۴۵۴     | ۶٬۵۶۱       | ۳٬۹۶۹     | ۱۰٬۰۰۰     | ۵٬۹۵۴                    | ۱۴٬۶۴۱                    | ۸٬۵۸۱         | ۲۰٬۷۳۶     | ۱۰٬۰۰۰     |
| ^۳   | ۵۱۲       | ۳۶۸       | ۷۲۹         | ۵۰۹       | ۱٬۰۰۰      | ۶B۴                      | ۱٬۳۳۱                     | ۹۲B           | ۱٬۷۲۸      | ۱٬۰۰۰      |
| ^۲   | ۶۴        | ۵۴        | ۸۱          | ۶۹        | ۱۰۰        | ۸۴                       | ۱۲۱                       | A۱            | ۱۴۴        | ۱۰۰        |
| ^۱   | ۸         | ۸         | ۹           | ۹         | ۱۰         | A                        | ۱۱                        | B             | ۱۲         | ۱۰         |
| ^−۱  | ۰٫۱۲۵     | ۰٫۱۶      | ۰.۱         | ۰٫۱۴      | ۰٫۱        | ۰٫۱۲۴۹۷                  | ۰.۰۹                      | ۰.۱           | ۰٫۰۸۳      | ۰٫۱        |
| ^−۲  | ۰٫۰۱۵۶۲۵  | ۰٫۰۲۳     | ۰.۰۱۲۳۴۵۶۷۹ | ۰٫۰۱۹۴    | ۰٫۰۱       | ۰٫۰۱۵۳۴۳A۰B۶ ۲A۶۸۷۸۱B۰۵۹ | ۰.۰۰۸۲۶۴۴۶۲۸۰ ۹۹۱۷۳۵۵۳۷۱۹ | ۰.۰۱۲۳۴۵۶۷۸۹B | ۰٫۰۰۶۹۴    | ۰٫۰۱       |

## تقسیم‌ها

### تقسیم‌ها
تقسیم‌ها در دستگاه ۱۲ ممکن است ساده باشند:
- ۱⁄۲ = ۰٫۶
- ۱⁄۳ = ۰٫۴
- ۱⁄۴ = ۰٫۳
- ۱⁄۶ = ۰٫۲
- ۱⁄۸ = ۰٫۱۶
- ۱⁄۹ = ۰٫۱۴

یا پیچیده
- ۱⁄۵ = ۰٫۲۴۹۷۲۴۹۷... ادامه‌دار (به سادگی به ۰٫۲۵ گرد می‌شود)
- ۱⁄۷ = ۰٫۱۸۶A35186A۳۵... ادامه‌دار (به سادگی به ۰٫۱۸۷ گرد می‌شود)
- ۱⁄A = ۰٫۱۲۴۹۷۲۴۹۷... ادامه‌دار (به ۰٫۱۲۵ گرد می‌شود)
- ۱⁄B = ۰٫۱۱۱۱۱... ادامه‌دار (به ۰٫۱۱ گرد می‌شود)
- ۱⁄۱۱ = ۰٫۰B0B... ادامه‌دار (به ۰٫۰B گرد می‌شود)

| مثال‌ها در دستگاه ۱۲ | معادل اعشاری      |
| ۱ × (۵⁄۸) = ۰٫۷۶    | ۱ × (۵⁄۸) = ۰٫۶۲۵ |
| ۱۰۰ × (۵⁄۸) = ۷۶    | ۱۴۴ × (۵⁄۸) = ۹۰  |
| ۵۷۶⁄۹ = ۷۶          | ۸۱۰⁄۹ = ۹۰        |
| ۴۰۰⁄۹ = ۵۴          | ۵۷۶⁄۹ = ۶۴        |
| ۱A.۶ + ۷٫۶ = ۲۶     | ۲۲٫۵ + ۷٫۵ = ۳۰   |

## اعداد خاص در دستگاه ۱۲
| اعداد غیرمتناوب در دستگاه ۱۲ | دهدهی                                                               | دستگاه ۱۲                                                           |
| √۲                           | ۱٫۴۱۴۲۱۳۵۶۲۳۷۳۰۹... (≈ ۱٫۴۱۴)                                       | ۱٫۴B79170A۰۷B857... (≈ ۱٫۵)                                         |
| √۳                           | ۱٫۷۳۲۰۵۰۸۰۷۵۶۸۸۷... (≈ ۱٫۷۳۲)                                       | ۱٫۸۹۴B97BB968704... (≈ ۱٫۸۹۵)                                       |
| √۵                           | ۲٫۲۳۶۰۶۷۹۷۷۴۹۹۷... (≈ ۲٫۲۳۶)                                        | ۲٫۲۹BB132540589... (≈ ۲٫۲A)                                         |
| φ                            | ۱٫۶۱۸۰۳۳۹۸۸۷۴۹۸... (≈ ۱٫۶۱۸)                                        | ۱٫۷۴BB6772802A۴... (≈ ۱٫۷۵)                                         |
| π                            | ۳٫۱۴۱۵۹۲۶۵۳۵۸۹۷۹۳۲۳۸۴۶۲۶۴۳۳ ۸۳۲۷۹۵۰۲۸۸۴۱۹۷۱۶۹۳۹۹۳۷۵۱۰... (≈ ۳٫۱۴۱۶) | ۳٫۱۸۴۸۰۹۴۹۳B918664573A۶۲۱۱B B151551A۰۵۷۲۹۲۹۰A7809A۴۹۲... (≈ ۳٫۱۸۴۸) |
| عدد e                        | ۲٫۷۱۸۲۸۱۸۲۸۴۵۹۰۴۵... (≈ ۲٫۷۱۸)                                      | ۲٫۸۷۵۲۳۶۰۶۹۸۲۱۹B8... (≈ ۲٫۸۷۵)                                      |